# Matra (Alta Córcega)
Matra es una comuna y población de Francia, en la región de Córcega, departamento de Alta Córcega, en el distrito de Corte y cantón de Cantón de Moïta-Verde.
No está integrada en ninguna Communauté de communes. 

## Demografía
| 26                         | 62 | 72 | 73 | 63 | 43 |
| (Fuente: [cita requerida]) |    |    |    |    |    |

(Población sans doubles comptes según la metodología del INSEE).